# Elettaria
Elettaria ist eine Pflanzengattung in der Unterfamilie der Alpinioideae innerhalb der Familie der Ingwergewächse (Zingiberaceae). Seit 2018 ist diese Gattung monotypisch. Es ist nur der Grüne Kardamom (Elettaria cardamomum) als Gewürz- und Heilpflanze bekannt.

## Beschreibung

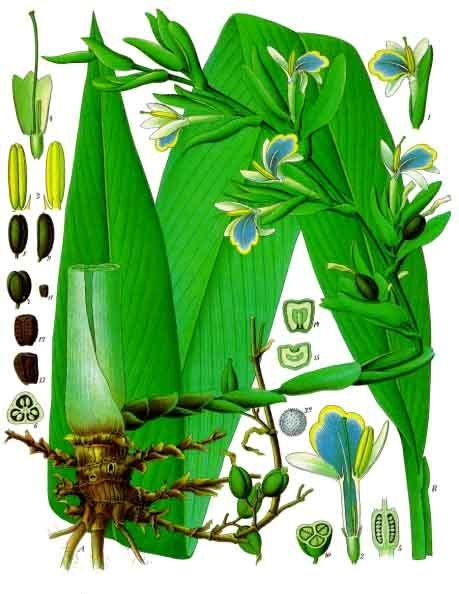
Grüner Kardamom (Elettaria cardamomum): Illustration aus Franz Eugen Köhler: Köhler's Medizinal-Pflanzen, 1897: A B Theile der Pflanze in natürl. Größe; 1 Blüthe, desgl.; 2 Blüthe im Längsschnitt, vergrößert; 3 Staubgefäß von verschiedenen Seiten, desgl.; 3a Pollen, desgl; 4 Stempel mit auseinander gebreitetem äußeren Perigon, desgl.; 5 Fruchtknoten im Längsschnitt, desgl.; 6 derselbe im Querschnitt, desgl.; 7, 8 u. 9 Fruchtkapseln verschiedener Form, natürl. Größe; 11, 12 u. 13 Same, natürl. Größe und vergrößert; 14 u. 15 derselbe im Längs- und Querschnitt, vergrößert

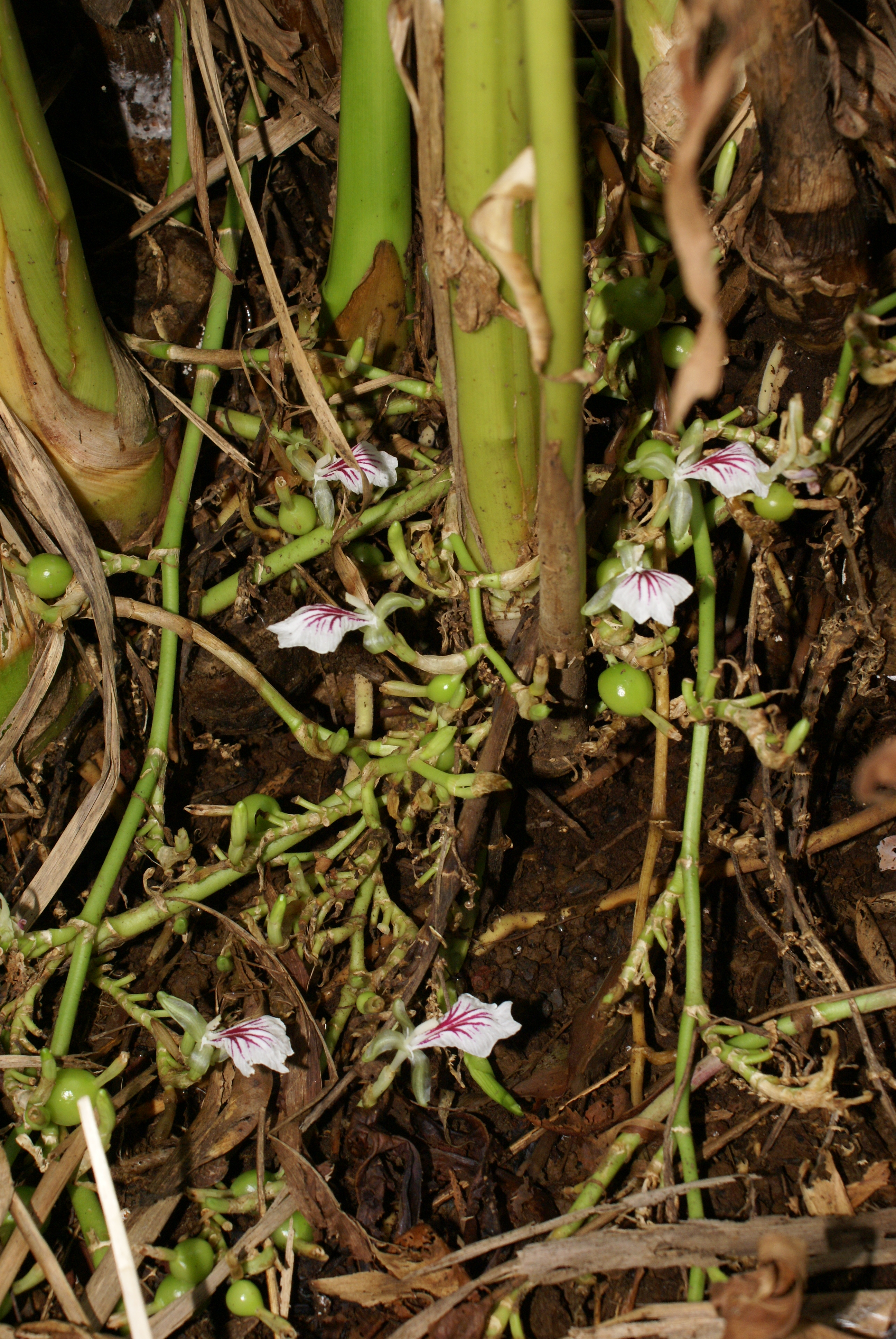
Grüner Kardamom (Elettaria cardamomum): Die Blütenstände befinden sich direkt über dem Boden.

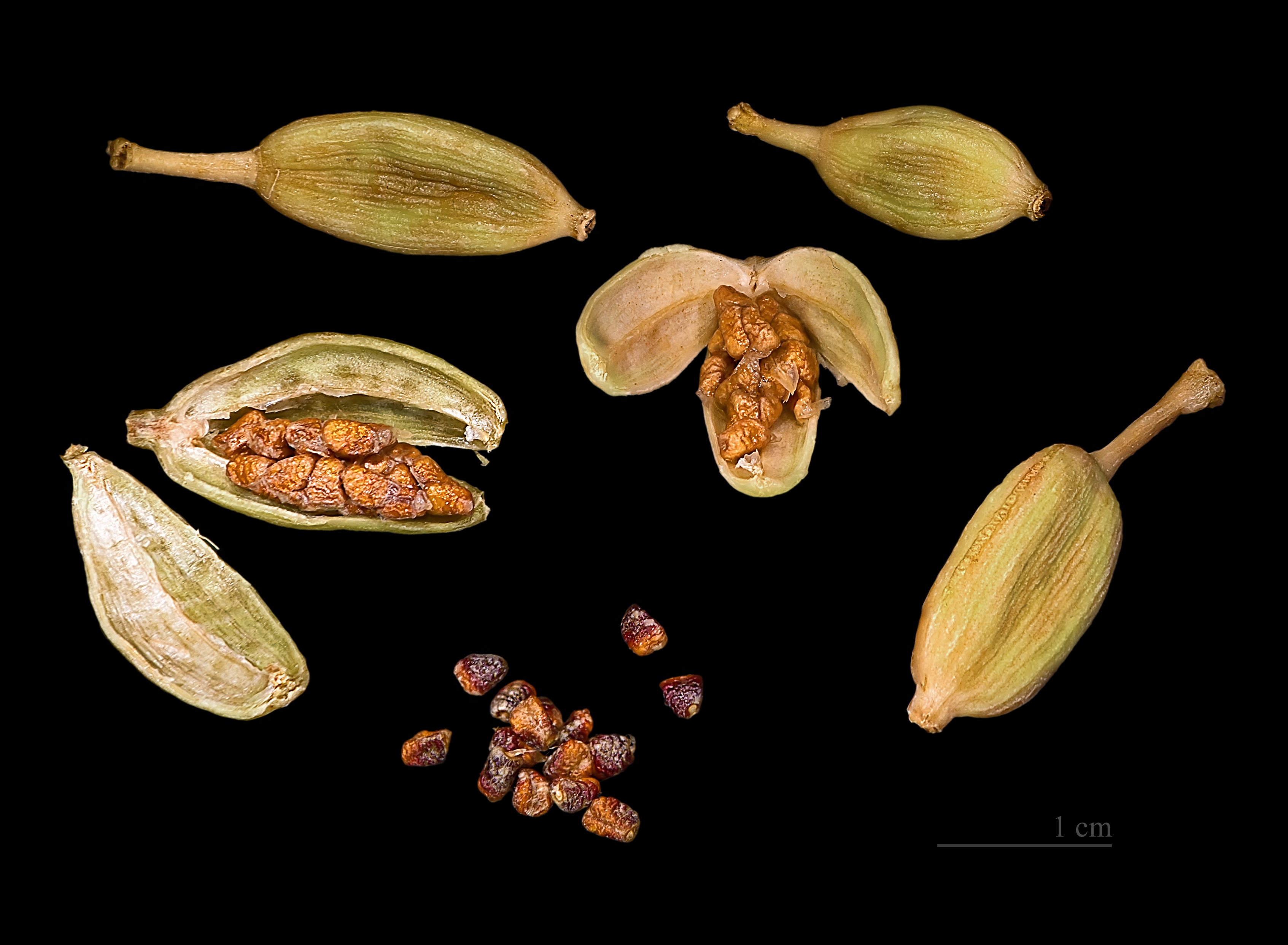
Grüner Kardamom (Elettaria cardamomum): Kapselfrüchte und Samen.

### Vegetative Merkmale
Elettaria-Arten sind kleine bis große, ausdauernde krautige Pflanzen. Sie bilden kriechende Rhizome als Überdauerungsorgane. Es werden meist robuste „Pseudostämme“ aus meist vielen Laubblättern gebildet. Die großen Laubblätter gliedern sich in Blattstiele und lanzettliche Blattspreiten.

### Generative Merkmale
Direkt aus dem Rhizom entwickelt sich ein manchmal kriechender, meist kurzer, blattloser Blütenstandsschaft, der oft vollkommen unterirdisch ist. In einem endständigen, verlängerten, verzweigten Blütenstand mit kleinen Tragblättern steht jeweils über einem röhrigen Deckblatt eine Blüte; so stehen mehrere bis viele Blüten in einem Blütenstand. 
Die zwittrigen, zygomorphen Blüten sind dreizählig mit doppelten Perianth, die Blütenfarben weiß oder von gelb bis orangefarben. Die drei Kelchblätter sind röhrig verwachsen. Die drei Kronblätter sind röhrig verwachsen mit Kronlappen, die höchstens halb so lang sind wie die Kronröhre. Nur das mittlere Staubblatt des inneren Kreises ist fertil; es besitzt einen kurzen oder keinen erkennbaren Staubfaden. Der Staubbeutel besitzt unauffällige bis keine Anhängsel. Alle anderen Staubblätter sind zu Staminodien umgewandelt und mindestens eines oder drei fehlen. Die beiden seitlichen Staminodien des äußeren Kreises sind klein, pfriemförmig oder fehlen. Die beiden seitlichen Staminodien des inneren Kreises sind zu einem sogenannten Labellum verwachsen; es stellt den auffälligsten Teil der Blüte dar. Das verkehrt-eiförmige Labellum ist etwa so lang wie die Kronblätter. Drei Fruchtblätter sind zu einem dreikammerigen Fruchtknoten verwachsen.
Die Kapselfrüchte sind kugelig bis ellipsoid. Die Samen besitzen einen Arillus.  
Die Chromosomenzahl beträgt 2n = 48 oder 50.

## Systematik und Verbreitung
Das Hauptverbreitungsgebiet ist Malesien. Acht Arten kommen nur auf Borneo vor. Eine Art ist in Indien beheimatet. Die bekannteste Art  (Elettaria cardamomum) kommt ursprünglich nur auf Sri Lanka vor, wird aber in vielen tropischen Ländern angebaut und gilt beispielsweise in Tansania als invasive Pflanze. Guatemala gehört heute zu den größten Anbauländern des Grünen Kardamom.
Die Gattung Elettaria gehört zur Tribus Alpinieae in der Unterfamilie der Alpinioideae innerhalb der Familie der Zingiberaceae. 
Die Gattung Elettaria wurde 1811 durch William George Maton in Transactions of the Linnean Society of London, 10, Seite 250 aufgestellt. Typusart ist Elettaria cardamomum (L.) Maton. Der Gattungsname Elettaria leitet sich aus dem tamilischen Wort „Elettari“ für die Samen von Elettaria cardamomum ab.
Die Gattung Elettaria enthält sieben bis elf Arten:
- Elettaria brachycalyx S.Sakai & Nagam.: Die Heimat ist Sarawak.
- Grüner Kardamom (Elettaria cardamomum (L.) Maton, Syn.: Alpinia cardamomum (L.) Roxb., Amomum cardamomum L., Amomum ensal Raeusch., Amomum racemosum Lam., Amomum repens Sonn., Amomum uncinatum Stokes, Cardamomum elletari Garsault, Cardamomum malabaricum Pritz., Cardamomum minus (Gaertn.) Kuntze, Cardamomum officinale Salisb., Cardamomum verum Oken, Elettaria cardamomum var. minus Watt, Elettaria cardamomum var. minuscula Burkill, Elettaria repens (Sonn.) Baill., Matonia cardamomum (L.) Stephenson & J.M.Churchill, Zingiber minus Gaertn.): Die ursprüngliche Heimat ist das südwestliche Indien.
- Elettaria ensal (Gaertn.) Abeyw.: Die Heimat ist Sri Lanka.
- Elettaria kapitensis S.Sakai & Nagam.: Die Heimat ist Sarawak.
- Elettaria linearicrista S.Sakai & Nagam.: Die Heimat ist Borneo.
- Elettaria longipilosa S.Sakai & Nagam.: Die Heimat ist Sarawak.
- Elettaria longituba (Ridl.) Holttum: Die Heimat ist die Malaiische Halbinsel und Sumatra.
- Elettaria multiflora (Ridl.) R.M.Sm.: Die Heimat ist Sumatra und Sarawak.
- Elettaria rubida R.M.Sm.: Die Heimat ist Borneo.
- Elettaria stoloniflora (K.Schum.) S.Sakai & Nagam.: Die Heimat ist Sarawak.
- Elettaria surculosa (K.Schum.) B.L.Burtt & R.M.Sm.: Die Heimat ist Sarawak.

### Rezente Literatur zuElettarias.str.
- H. de Boer, M. Newman, A. D. Poulsen, A. J. Droop, T. Fér, L. T. T. Hiên, K. Hlavatá, V. Lamxay, J. E. Richardson, K. Steffen, J. Leong-Škorničková: Convergent morphology in Alpinieae (Zingiberaceae): Recircumscribing Amomum as a monophyletic genus. Taxon, Volume 67, Issue 1, 2018, S. 6-36. doi:10.12705/671.2

### Historische Quellen zuElettarias.l.
- Shoko Sakai, H. Nagamasu: Systematic studies of Bornean Zingiberaceae: II. Elettaria of Sarawak. In: Edinburgh-Journal of Botany, Volume 57, 2000, S. 227–243. (Abschnitte Beschreibung, Systematik und Verbreitung)
- Die Gattung Elettaria beim National Museum of Natural History (NMNH) der Smithsonian Institution. (Abschnitte Beschreibung und Verbreitung)
- P. N. Ravindran, K. J. Madhusoodanan: Cardamom: the genus Elettaria. CRC Press, 2002, ISBN 978-0-415-28493-6, S. 374 (eingeschränkte Vorschau in der Google-Buchsuche).